# Ватты
О единице физической величины см. Ватт
Ва́тты (нем. Watten, нидерл. wadden, дат. vade — «прибрежные отмели»), осу́шка — низменная прибрежная полоса морского дна, в соответствии с приливно-отливным циклом, затопляемая во время приливов и осушающаяся во время отливов, часть морского побережья.
С геоморфологической точки зрения ватты — аккумулятивная форма, образующаяся путём накопления мелкопесчанистых и илистых донных осадков. Для поверхности ваттов характерна разветвлённая сеть часто меняющих своё положение желобов стока приливных и речных вод. Ватты растут в ширину и высоту до тех пор, пока не превратятся в поверхность, заливаемую лишь во время сизигийных приливов (марши).
По типу донных отложений различаются:
- песчаные ватты,
- ватты, состоящие из наносного грунта,
- смешанные ватты.

Ватты являются уникальным местом обитания рыб, моллюсков, ластоногих и прочих морских животных, а также имеют большое значение в сезонных миграциях птиц.
Ватты распространены на южном побережье Северного моря в районе Фризских островов (так называемое Ваттовое море), по берегам Белого, Баренцева, Охотского, Берингова, Жёлтого морей, Мексиканского залива, на Атлантическом побережье США и в других местах.